# Baronie Gavere
De baronie Gavere is een streek in het Land van Aalst.

## Omschrijving
De baronie Gavere, in de kasselrij en het Land van Aalst, was eerst een allodium (goed in volle eigendom), maar werd later van de graaf van Vlaanderen in leen gehouden ingevolge een overeenkomst in de 13e eeuw gesloten met Gwijde van Dampierre. Aan dit leen was de functie van hofschenker van de Vlaamse graaf verbonden.
De baronie omvatte de parochies Baaigem, Dikkelvenne, Gavere, Hermelgem, Meilegem, Nederzwalm, Paulatem, Semmerzake, Sint-Maria-Latem, Vurste en Wassene (een verdwenen parochie, grondgebied Vurste).
De heren van Gavere, waarvan velen de naam Raas droegen, bezaten het land van de 11e eeuw tot omstreeks 1300, toen Raas VIII in de Schelde verdronk. Zijn dochter en erfgename Beatrix trouwde in 1286 met Guy IX van Montmorency-Laval, aan wie zij na de dood van haar vader de heerlijkheden Gavere en Vinderhoute-Merendree meebracht. In 1517 verkocht Jan van Laval het Land van Gavere aan Jan van Luxemburg, heer van Fiennes. Diens dochter Francisca erfde de heerlijkheid in 1540 en bekwam er de verheffing tot prinsdom van. Zij was gehuwd met Jan, graaf van Egmond. Hun zoon was Lamoraal, prins van Gavere en Steenhuize, beter bekend als de graaf van Egmont, die op 5 juni 1568 op last van Alva op de Grote Markt te Brussel werd onthoofd.  
Het gebied werd ten slotte in de 18e eeuw geërfd door de familie Pignatelli, die de naam Rasse de Gavre ging voeren.  Charles Alexandre François Rasse de Gavre was voorzitter van de Eerste Kamer. De laatste telg, François Antoine Rasse de Gavre, kamerheer van Willem I der Nederlanden is in de 19e eeuw jong overleden.